# Stoney Creek (Grove Creek)
Der Stoney Creek ist ein kleiner Gebirgsbach in den Rocky Mountains Wyomings. Er entspringt im Carbon County ungefähr 30 km südsüdwestlich von Rawlins auf etwa 2550 m Seehöhe. Nach etwa fünf Kilometern und 152 Höhenmetern Gefälle mündet er in den Grove Creek.
Der Ursprung des Stoney Creek befindet sich nur wenige hundert Meter entfernt von der nordamerikanischen kontinentalen Wasserscheide. Über Grove Creek, McKinney Creek, Muddy Creek, Little Snake River, Yampa River, Green River und Colorado River entwässert er in den Pazifischen Ozean.